# また逢ふ日まで
『また逢ふ日まで』（またあうひまで）は、1932年（昭和7年）11月24日公開の日本映画である。松竹キネマ製作・配給。監督は小津安二郎。モノクロ、スタンダード、サウンド版、78分。
小津にとって初のサウンド版作品。初期の段階では『娼婦と兵隊』というタイトルがつけられていたが、当時の満州事変後の世相を考慮して改名された。ソビエトから日本に帰国した岡田嘉子が見たがっていた作品でもある。初回興行は帝国館。現存するのは脚本のみであり、ネガフィルムおよび上映用プリントは失われている。

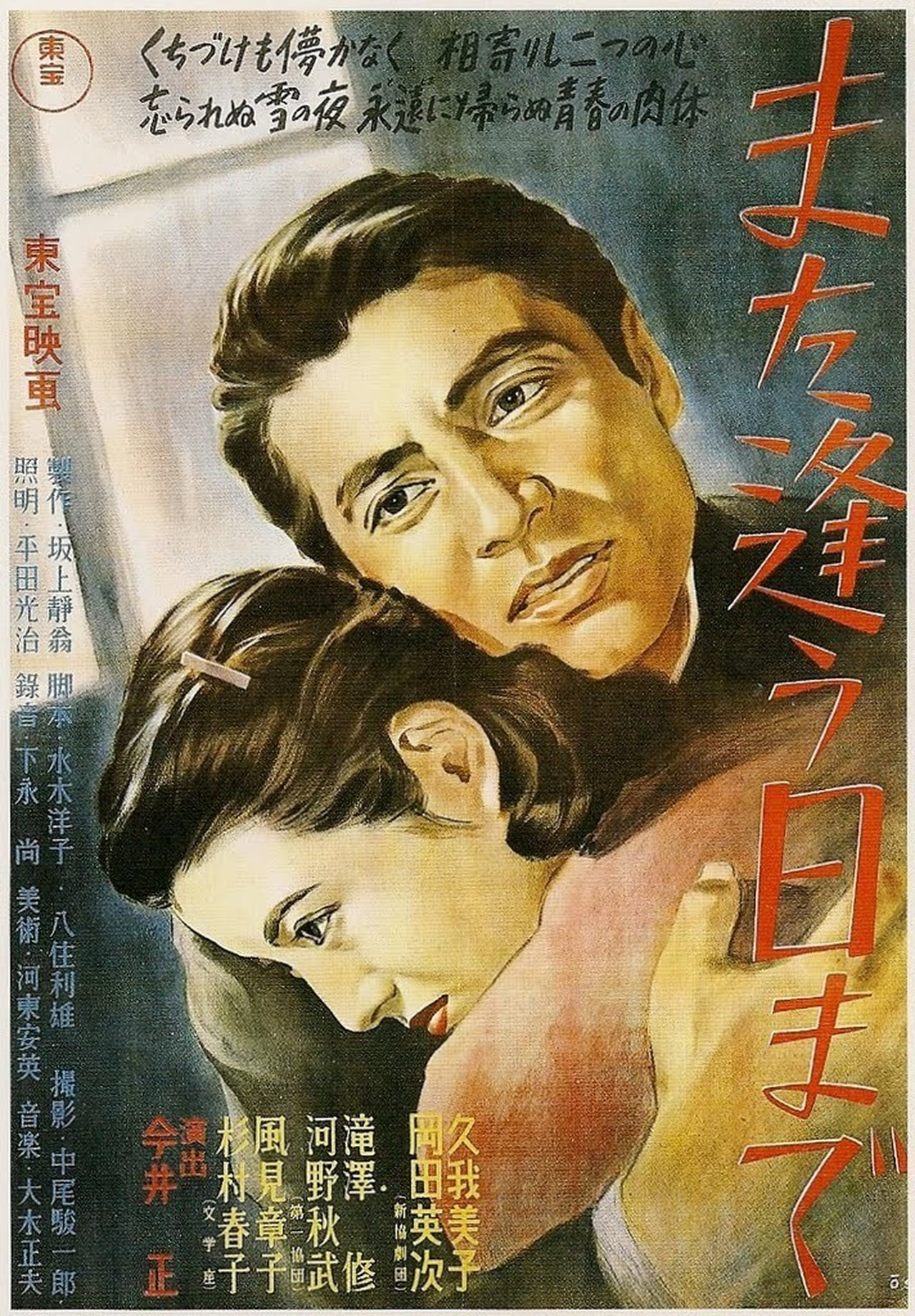
ポスター

## あらすじ
裕福な若い男が、娼婦の女を愛しているために家から勘当されている。彼は召集されることになって、父親に何も言わずに戦地へ向かおうとするが、女は彼の家族に知らせる。そして、汽車が出ようとする時に家族たちが駅に駆けつける。その夜、女は再び娼婦として街角に立つのだった。

## スタッフ
- 監督：小津安二郎
- 脚本：野田高梧
- 撮影：茂原英雄

## キャスト
- 女：岡田嘉子
- 男：岡譲二
- 父：奈良真養
- 妹：川崎弘子
- 女中：飯田蝶子
- 女の友達：伊達里子、吉川満子